# David Roumieu
Pour l’article ayant un titre homophone, voir Roumieux.

a Compétitions nationales et continentales officielles uniquement.

Dernière mise à jour le 24 mai 2018.
David Roumieu, né le 15 octobre 1981 à Toulouse, est un joueur français de rugby à XV qui évolue au poste de talonneur. Après avoir passé l'essentiel de sa carrière à l'Aviron bayonnais, il termine sa carrière en 2018 au Stade toulousain.

## Carrière
Il a été formé au sein du club du Grenade Sports (alors en Fédérale 3), près de Toulouse, au sein duquel il reste jusqu'en 2003. Il entre ensuite au pôle espoir de l'US Montauban et intègre l'effectif de l'équipe première. Il joue son premier match de championnat le 1er juin 2003 contre Béziers (36-24).
Il joue deux saisons au Castres olympique, où il est régulièrement utilisé.

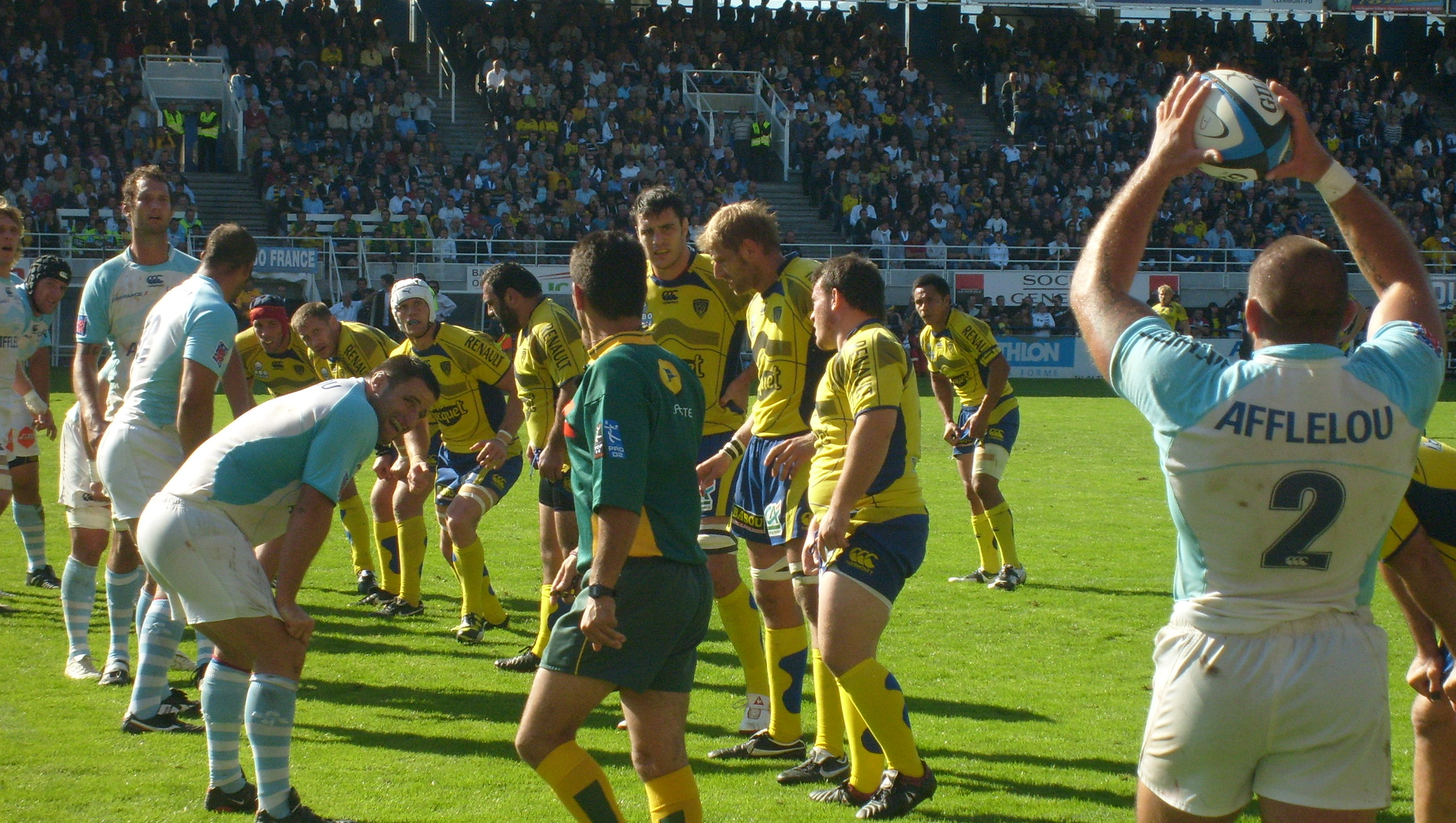
David Roumieu, prêt à lancer en touche, lors d'une confrontation Aviron bayonnais - ASM Clermont.

Après deux saisons pleines dans le Tarn, David Roumieu est recruté à l'intersaison 2007 par l'Aviron bayonnais dans un effectif où une forte concurrence existe à son poste. Il réussit cependant à gagner sa place dans l'effectif pour devenir au fur est à mesure un joueur clef des ciel et blanc. Il passe l'essentiel de sa carrière à Bayonne, où il joue huit ans de 2007 à 2015. À la fin de la saison 2014-2015, l'Aviron finit avant-dernier du Top 14 et doit descendre en deuxième division ; Roumieu choisit alors de quitter le club bayonnais et signe à l'Atlantique stade rochelais, où il est recruté en juin 2015.

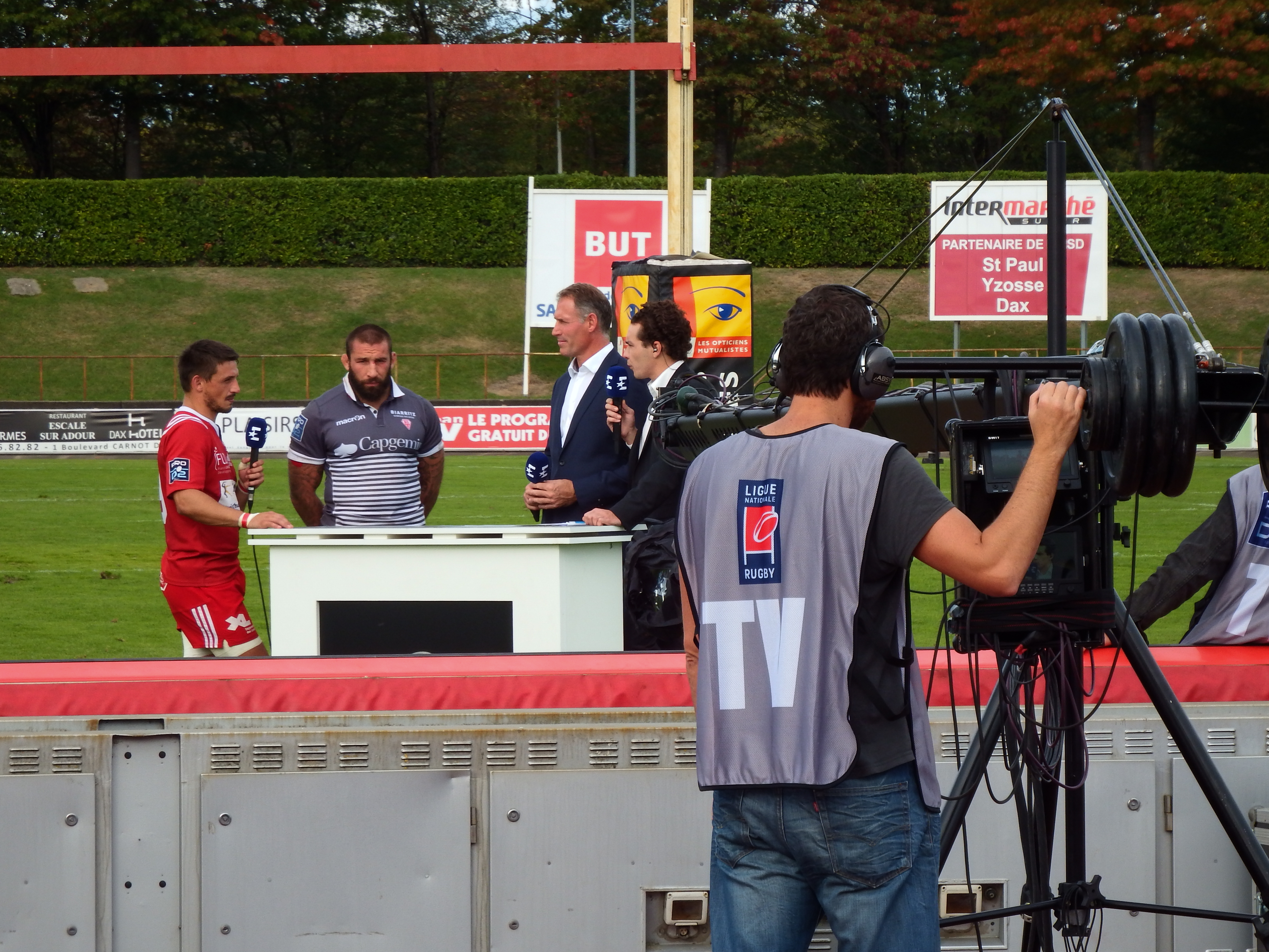
David Roumieu participant à l'émission Au contact pour Eurosport 2, après la rencontre entre l'US Dax et le Biarritz olympique pour le compte de la 8e journée de Pro D2 2016-2017.

En avril 2016, le Biarritz olympique annonce son recrutement pour la saison 2016-2017. En novembre 2016, il est désigné capitaine du club jusqu'à la fin de la saison en Pro D2. En 2017, il décide de mettre un terme à sa carrière après avoir disputé plus de 300 matchs en professionnel et se reconvertit dans la restauration à Biarritz.
En août de la même année, il décide finalement d'accepter un nouveau défi en signant en tant que joker médical avec le Stade toulousain pour trois mois. Son projet de reconversion est reporté à mars 2018. En novembre 2017, la qualité de ses performances et son implication auprès des jeunes joueurs de l’effectif conduisent le club à prolonger son contrat jusqu'à la fin de la saison 2017-2018.